# Soto (stacja metra)
Soto – podziemna stacja złotej linii metra w Los Angeles w dzielnicy Boyle Heights na wschód od śródmieścia Los Angeles. Stacja została oddana do eksploatacji w roku 2009 na nowym odcinku złotej linii znanym jako Gold Line Eastside Extension. Jest jedną z dwóch podziemnych stacji na tym odcinku.

## Godziny kursowania
Tramwaje złotej linii kursuja codziennie w godzinach od 5.00 do 0.15.

## Opis stacji
Stacja Soto znajduje się przy skrzyżowaniu East 1st Street z South Soto Street. Położona jest w centrum Boyle Heights. Stację ozdabia instalacja artystyczna Nobuho Nagasawa pt. "Landings".

## Połączenia autobusowe
- Metro Local: 30, 251, 252, 605
- Metro Rapid: 751